# Gråstrupig skogssångare
Gråstrupig skogssångare (Myiothlypis cinereicollis) är en fågel i familjen skogssångare inom ordningen tättingar.

## Utseende
Gråstrupig skogssångare är olivgrön ovan med gul buk, grått huvud och ett gult centralt hjässband. Till skillnad från liknande arter, som rödkronad skogssångare, uppvisar den endast ett svagt mörkare ögonstreck och ljusare ögonbrynsstreck. 

## Utbredning och systematik
Gråstrupig skogssångare delas upp i tre underarter med följande utbredning:
- M. c. pallidula – Anderna i nordöstra Colombia och västra Venezuela
- M. c. zuliensis – Sierra de Perijá (gränsen mellan Colombia och Venezuela)
- M. c. cinereicollis – östra Anderna i Colombia (Santander del Norte till västra Meta)

## Levnadssätt
Gråstrupig skogssångare är en sällsynt fågel som påträffas i bergsskogar på mellan 800 och 2100 meters höjd. Där ses den i undervegetationen.

## Status och hot
Arten har ett stort utbredningsområde, men tros minska i antal, dock inte tillräckligt kraftigt för att den ska betraktas som hotad. Internationella naturvårdsunionen IUCN listar arten som livskraftig (LC).